# Rangatira
Rangatira ([rɑːŋɑːʈiːrɑː]) son los líderes hereditarios māoríes del hapū, y han sido descritos por etnólogos tales como Elsdon Best como jefes tribales. Idealmente, los rangatira eran personas de mucha sabiduría práctica que ejercía autoridad en nombre de la tribu y matenían las fronteras entre las tierras de una tribu y otra. Los cambios a las leyes de propiedad en el siglo XIX, en particular la individualización de los títulos de tierras, socavaron la posición de los rangatira, así como también lo hizo la generalizada pérdida de tierras bajo el gobierno colonial.

## Etimología
La palabra 'rangatira' significa "jefe (masculino o femenino), bien nacido, noble" y proviene del Proto-polinesio central oriental langatila ("jefe de condición secundaria"). Existen palabras cognadas en moriori, tahitiano, maorí de las islas Cook, tuamotuano, marquesano y hawaiano.

## Interpretaciones

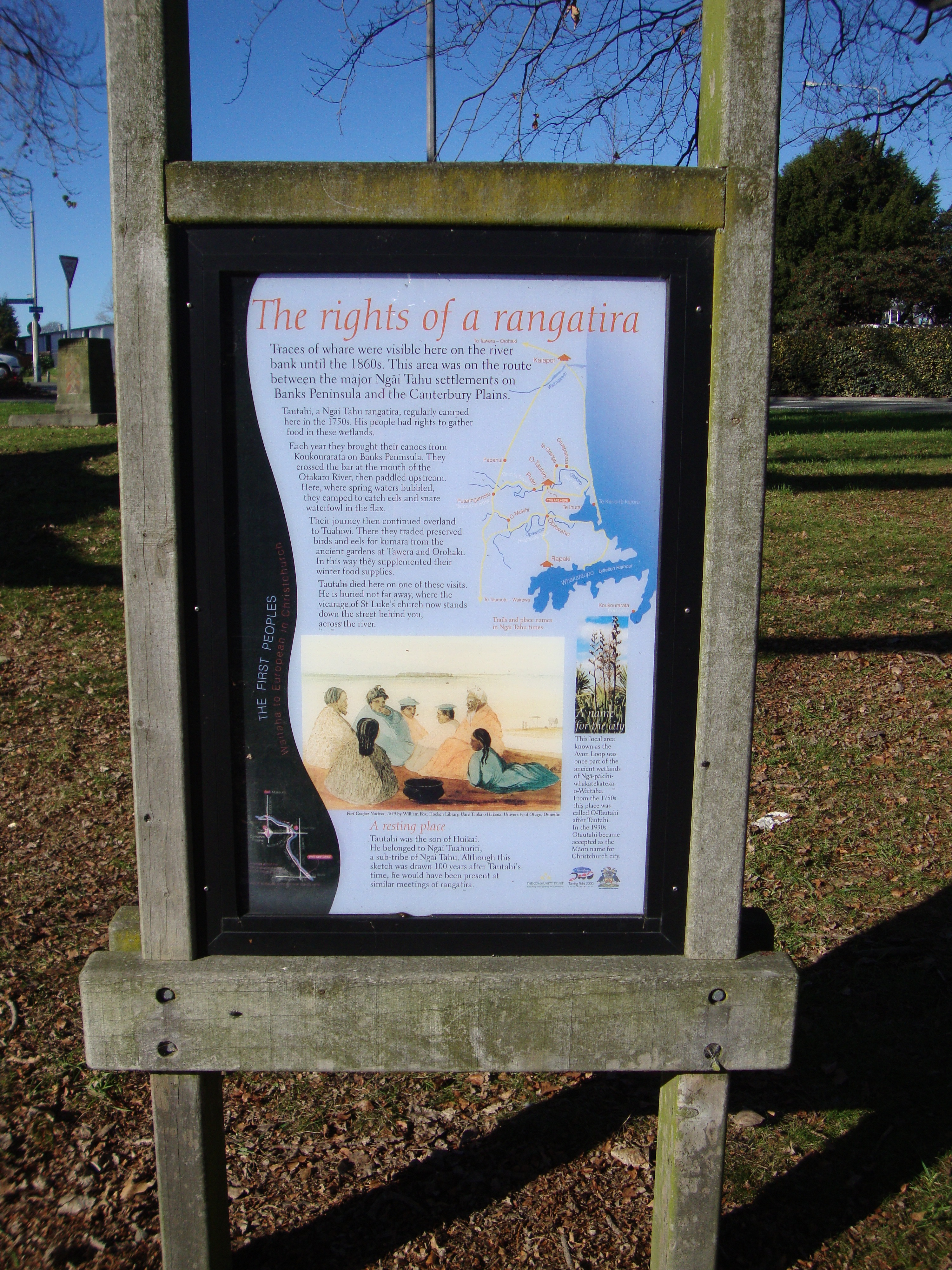
Un letrero que explica la historia tangata whenua de The Bricks, Christchurch

Tres interpretaciones de rangatira la consideran una palabra maorí compuesta por la unión de las palabras "ranga" y "tira". En el primer caso, "ranga" es concebida como banco de arena y "tira" como una aleta de tiburón. El banco de arena alegórico ayuda a reducir la erosión de la duna (o el pueblo). La aleta refleja tanto la apariencia del banco de arena como, más importante aún, "su dominación física e intencional como guardián"(Gray-Sharp, 2011, p. 195). Los rangatira refuerzas las comunidads, dejan de existir sin ellas ("¿qué es un banco de área sin arena?"), y tiene una función protectora.
El etnógrafo John White (1826-1891) ofreció un punto de vista diferente en una de sus cátedras sobre las costumbres maoríes. Dijo que los māori tradicionalmente habían formado dos kahui que se reunían para discutir la historia o whakapapa.
"Each chief in the kahui had his place assigned to him, according to the amount of knowledge he possessed; and this place was given to him by the leader of the kahui of which he was a member. This act of the leader was called ranga, or putting in order. The people, as they came to the temple in a body, were called tira, or company; and as the leader had to assign, or ranga, a place to each of his tira, he was called the rangatira, from which we derive our word in Maori for chief, rangatira."
Esta interpretación encaja bien con una segunda traducción en donde "ranga" es la abreviación de rāranga (tejer) y "tira" que indica un grupo.
Una tercera interpretación se adapta igualmente bien a este traducción, interconectando los conceptos relacionados con la identidad de la  ‘tira’. Primeramente, la hospitalidad condicional presentada en la forma de un tejido creado por la 'tira' de invitados. Luego, la intencionalidad colectiva "reflejada en el tejido" de la ‘tira’ de los anfitriones.  Juntos, estos conceptos resaltan el valor ligado a la "relación personal" entre el líder y su grupo. Este tipo de relación es similar a la mahara atawhai (afecto o "preocupación benévola") ofrecida en el preámbulo del Tratado de Waitangi por la Reina Victoria, reflejando el "lazo personalentre el gobernante y sus sujetos" del siglo diecinueve (McHugh, 1991, p. 177).